# Beregsziklás
Beregsziklás (ukránul: Щербовець [Scserbovec]) település Ukrajnában, a Munkácsi járásban.

## Fekvése
Alsóvereckétől északnyugatra, Szarvasháza északi szomszédjában fekvő település.
A Keleti-Beszkidek  1408 méter magas csúcsa, a Pikuj vagy Pokolbérc csúcstól dél-délnyugatra 2-2,5 kilométerre van légvonalban, festői környezetben fekvő település.

## Nevének eredete
Neve szláv eredetű. Személynévből keletkezett, alapító kenézétől kapta.

## Története
Nevét 1612-ben Serbovicz néven említették először, majd 1645-ben Serbocz, 1773-ban Serbocz, 1808-ban Serbócz, Serbocz, Sserbowec, Serbüczi, 1851-ben Serbócz, Serbóc
Serbuvci, 1913-ban Beregsziklás néven írták. 
A trianoni békeszerződés előtt Bereg vármegye Alsóvereckei járásához tartozott.

## Népessége
1910-ben 386 lakosából 12 magyar, 10 német, 364 ruszin volt. Ebből 376 görögkatolikus, 10 izraelita volt.
A 2001-es népszámlálás során a lakossága (250 fő) 99,6%-a ukrán, 0,3%-a orosz anyanyelvűnek vallotta magát.

## Nevezetességek
- Görögkatolikus templom